# 디피트 디바이스

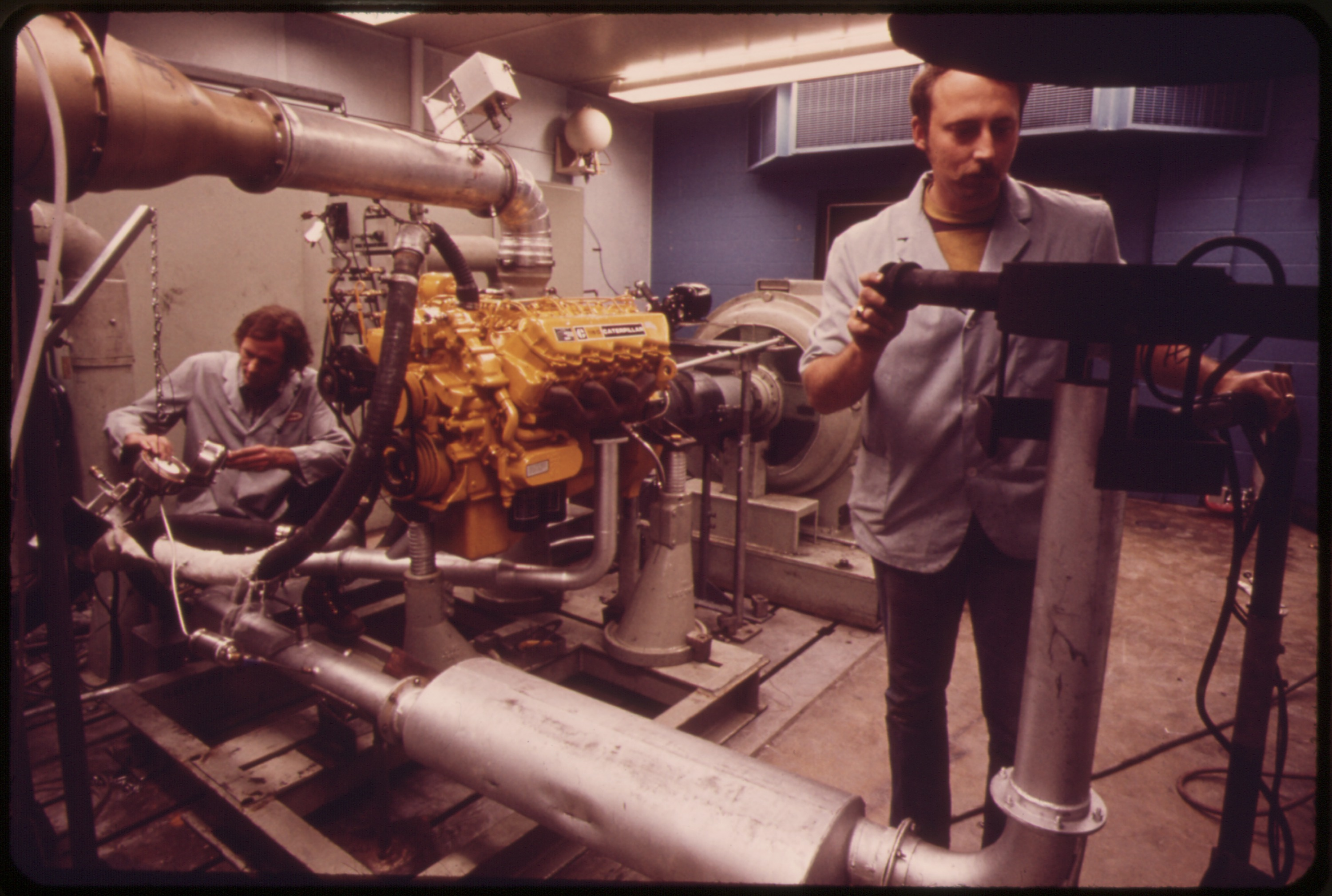
1973년 미시간주 앤아버에 있는 EPA 자동차 시험 센터의 평가 및 개발 제어실

디피트 디바이스(defeat device) 또는 배기가스 임의조작 장치는 모터 비클 하드웨어, 소프트웨어 또는 설계 중 실제 주행 조건에서 배기가스 제어를 방해하거나 비활성화하는 모든 것을 의미한다. 심지어 차량이 공식적인 배기가스 테스트를 통과하더라도 그렇다. 이 용어는 미국 청정대기법과 유럽 연합 규정에서 배기가스 제어 시스템이 작동하는 것을 방해하는 모든 것을 설명하는 데 사용되며, 자동차뿐만 아니라 발전소나 다른 대기 오염원에도 적용된다. 제조업체들이 이러한 장치를 사용하여 "디젤게이트"라고 불리는 스캔들을 일으켰으며, 이로 인해 많은 사망자와 건강 문제가 발생했다고 여겨진다.
미국 환경보호청(EPA)은 의도적으로든 오류나 과실로든 디피트 디바이스를 사용하거나 설치한 자동차 제조업체 및 기타 회사에 대해 수많은 집행 조치를 취했다. 디피트 디바이스는 전 세계적으로 사용되었지만, 다른 국가에서는 훨씬 적은 구제 조치가 취해졌다. 디피트 디바이스는 제조업체에 의해 많은 차량에 내장되었지만, 애프터마켓 부품이나 소프트웨어, 예를 들어 개조된 배기 장치와 칩 튜닝 제품 및 서비스는 차량의 배기가스 제어를 억제하거나 우회하는 경우 디피트 디바이스로 간주된다.

## 건강 영향
2025년에는 폭스바겐 및 다른 제조업체들의 디피트 디바이스 사용으로 인한 과도한 오염이 유럽 연합과 영국에서 약 124,000명의 사망자를 발생시켰고, 영국에서 어린이 천식 환자 30,000명을 유발한 것으로 추정되었다. 미국에서는 대규모 벌금과 의무적인 제품 리콜을 통해 디피트 장치들을 제거했지만, 영국과 대부분의 EU 국가들은 적절한 조치를 취하지 않아 건강에 치명적인 영향을 미쳤다. 디피트 디바이스는 신차에 금지되었지만, 2025년 현재에도 수백만 대의 고오염 디젤 차량이 영국과 EU 도로에 남아 있었고, 조치가 취해지지 않는 한 향후 몇 년 동안 81,000명의 조기 사망자가 추가로 발생할 것으로 예측되었다. EU와 영국에서 발생한 경제적 피해는 7,600억 유로로 추정되었으며, 조치가 취해지지 않는 한 2040년까지 4,300억 유로가 추가될 것으로 예상된다.

## 타임라인

### 1970년대

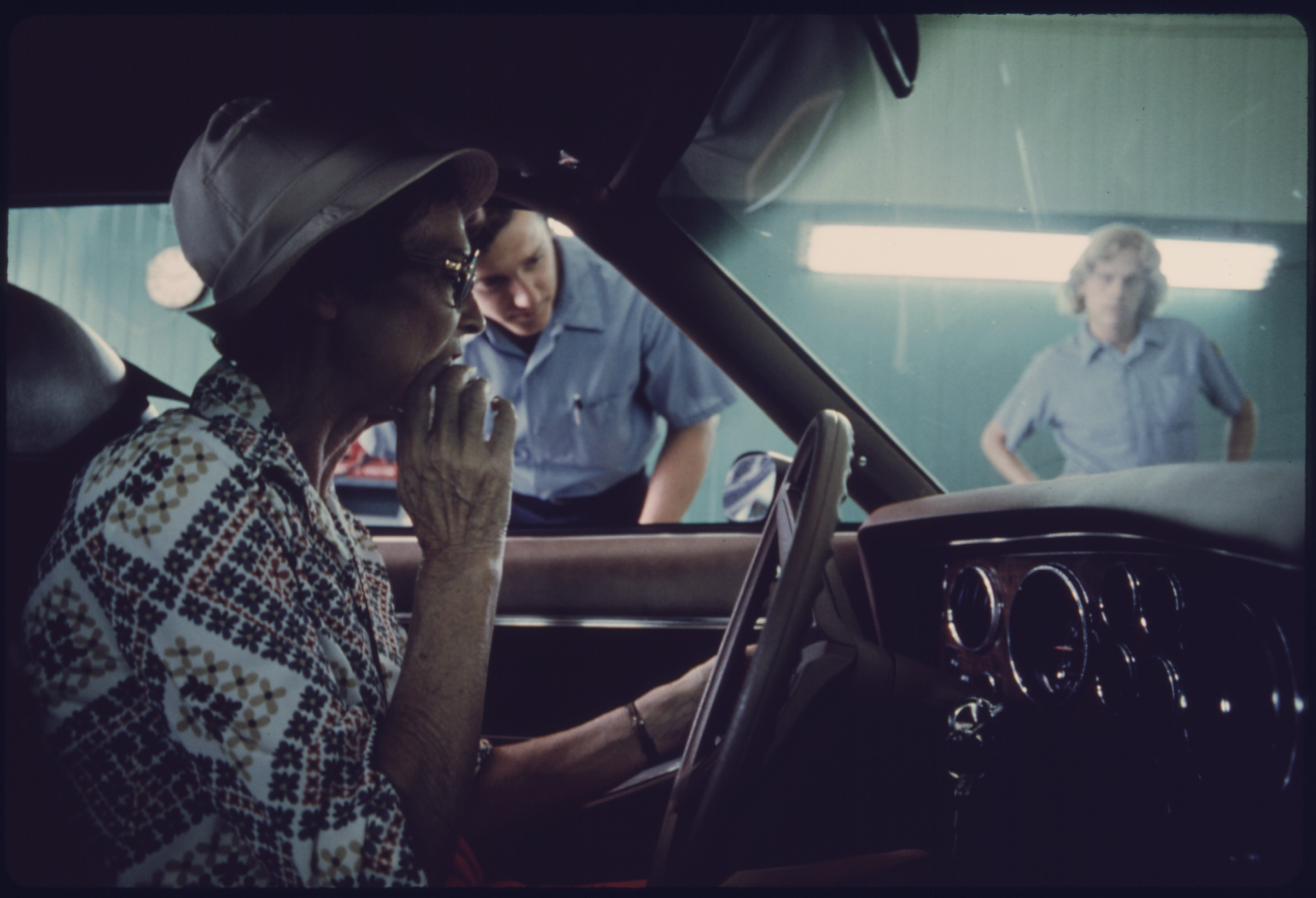
1975년 오하이오주 노우드에서 자동차 배기가스 검사

1973년, 빅 쓰리 미국 자동차 제조업체인 크라이슬러, 포드 모터 컴퍼니, 제너럴 모터스는 수입 브랜드인 토요타와 함께 EPA로부터 저온에서 오염 제어 장치를 비활성화하는 주변 온도 스위치 사용을 중단하라는 명령을 받았다. 자동차 제조업체들은 EPA가 청정대기법 위반이라고 주장하는 방식으로 주변 온도 스위치 사용을 중단하기로 합의했지만, 이 스위치가 규칙을 회피하기 위한 '디피트 디바이스'는 아니라고 주장했다. 자동차 회사들은 이 장치가 엔진 효율을 개선하고 실제로 오염을 줄였다고 말했다. EPA의 명령은 1973년 모델 연도에 생산될 2백만 대의 자동차에 영향을 미쳤지만, 이미 도로를 달리고 있는 자동차에 대한 리콜은 요구하지 않았다.
또한 1973년에 폭스바겐은 EPA와의 합의에 동의하여, 배출 기능에 영향을 미치는 두 개의 온도 감지 스위치의 존재를 공개하지 않은 것에 대해 어떠한 잘못도 인정하지 않고 12만 달러의 벌금을 지불했다. 1974년 모델 연도에 EPA에 신청했을 때, 폭스바겐은 스위치의 존재를 공개했고 EPA는 이를 거부하여 제거되었다.

### 1990년대

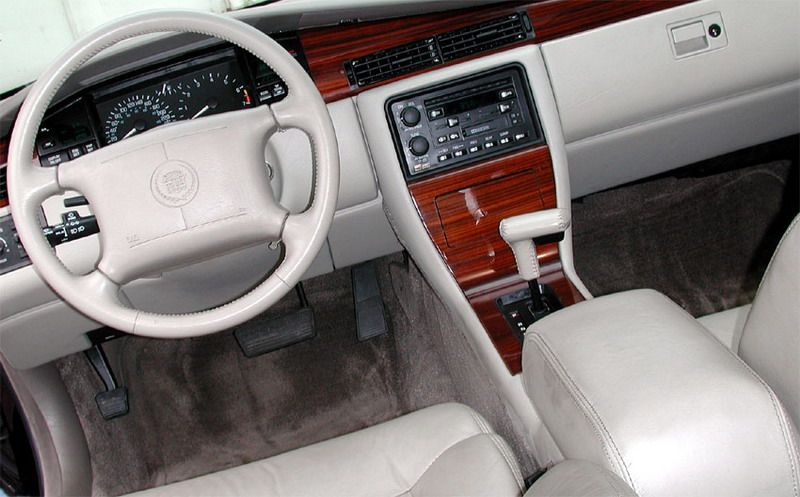
1995년 캐딜락 세빌은 냉난방 장치가 켜져 있을 때마다 배기가스 제어 장치를 해제했다

1995년, 제너럴 모터스는 1991년부터 1995년 모델 연도 캐딜락 47만 대를 리콜하고 1천1백만 달러의 벌금을 부과받았다. 이는 자동차의 전자 제어 장치(ECU)를 프로그래밍하여 차량의 에어컨 또는 실내 히터가 작동할 때마다 연료 혼합물을 농후하게 만들었기 때문이다. EPA 테스트는 해당 시스템을 끈 상태로 진행된다. 더 농후한 연료 혼합물은 엔진 시동 꺼짐 문제를 해결하기 위해 필요했으며, 이로 인해 일산화 탄소(CO) 배출량이 킬로미터당 최대 10그램에 달했는데, 이는 한도인 킬로미터당 3.4그램의 거의 3배에 달했다. EPA와 미국 법무부는 GM이 의도적으로 배출 기준을 위반했다고 주장했지만, GM은 이를 "해석의 문제"라고 말했다. 벌금 외에도, 1995년 현재 청정대기법 위반에 대한 두 번째로 큰 민사 벌금인 GM은 오염 방지 프로그램에 최대 3천4백만 달러를 지출하고 캐딜락 4.9리터 엘도라도, 플리트우드, 드빌, 세빌 47만 대를 리콜해야 했다. 청정대기법에 따른 가장 큰 민사 벌금은 루이지애나-태평양 목재 및 제지 회사가 지불한 1천1백1십만 달러였다.
1996년, 혼다는 EPA와 합의하여 1995년 시빅 160만 대와 1996-1997년 모델 아큐라, 어코드, 시빅, 프렐류드, 오디세이 차량의 보증을 연장하고 무료 서비스를 제공했다. 이는 혼다가 엔진 실화 모니터링 장치를 비활성화하여 운전자가 수리를 요청하도록 유도했어야 했기 때문이다. 혼다는 보증, 서비스, 오염 저감 프로젝트에 총 2억 5천4백만 달러를 지출해야 했으며, 민사 벌금으로 1천2백6십만 달러를 지불해야 했다.
또한 1996년, 포드는 1997년 모델 이코노라인 밴 6만 대에 장착된 디피트 디바이스 문제를 해결하기 위해 790만 달러를 지출하는 동의 명령에 합의했다. 이 밴은 "연비 향상을 위해 설계된 정교한 전자 제어 전략"을 사용하여 고속도로 주행 시에만 NOx 배기가스 제어 장치를 비활성화했지만, 배기가스 제어 준수 여부를 확인하기 위한 실험실 테스트 중에는 비활성화하지 않았다.
1998년, EPA는 7개 디젤 엔진 제조업체에 총 8천340만 달러의 벌금을 부과한다고 발표했다. 이는 당시까지 가장 큰 벌금으로, 고속도로 주행 중에는 배출가스 제어 장치를 끄고 실험실 테스트 중에는 규정을 준수하여 테스트를 회피한 경우였다. 이 7개 업체는 캐터필러, 커민스, 디트로이트 디젤, 맥 트럭스, 나비스타 인터내셔널, 르노트럭, 볼보트럭으로, 문제 해결을 위해 10억 달러 이상을 지출하기로 합의했다. 이 트럭들은 엔진 ECU 소프트웨어를 사용하여 청정대기법 준수 여부를 확인하기 위한 20분간의 실험실 테스트 중에는 오염 제어 장치를 작동시키고, 일반 고속도로 주행 중에는 배기가스 제어 장치를 비활성화하여 최대 허용 NOx 오염량의 3배까지 배출했다.

### 2000년대
2000년, 독일 오토바이 잡지 모토라드는 BMW F 650 GS와 함께 제공되는 디피트 디바이스에 대해 보도했다. BMW는 2001년에 개선된 인젝션을 제공하고, 전년도 모델을 리콜하여 수정했다.

### 2010년대

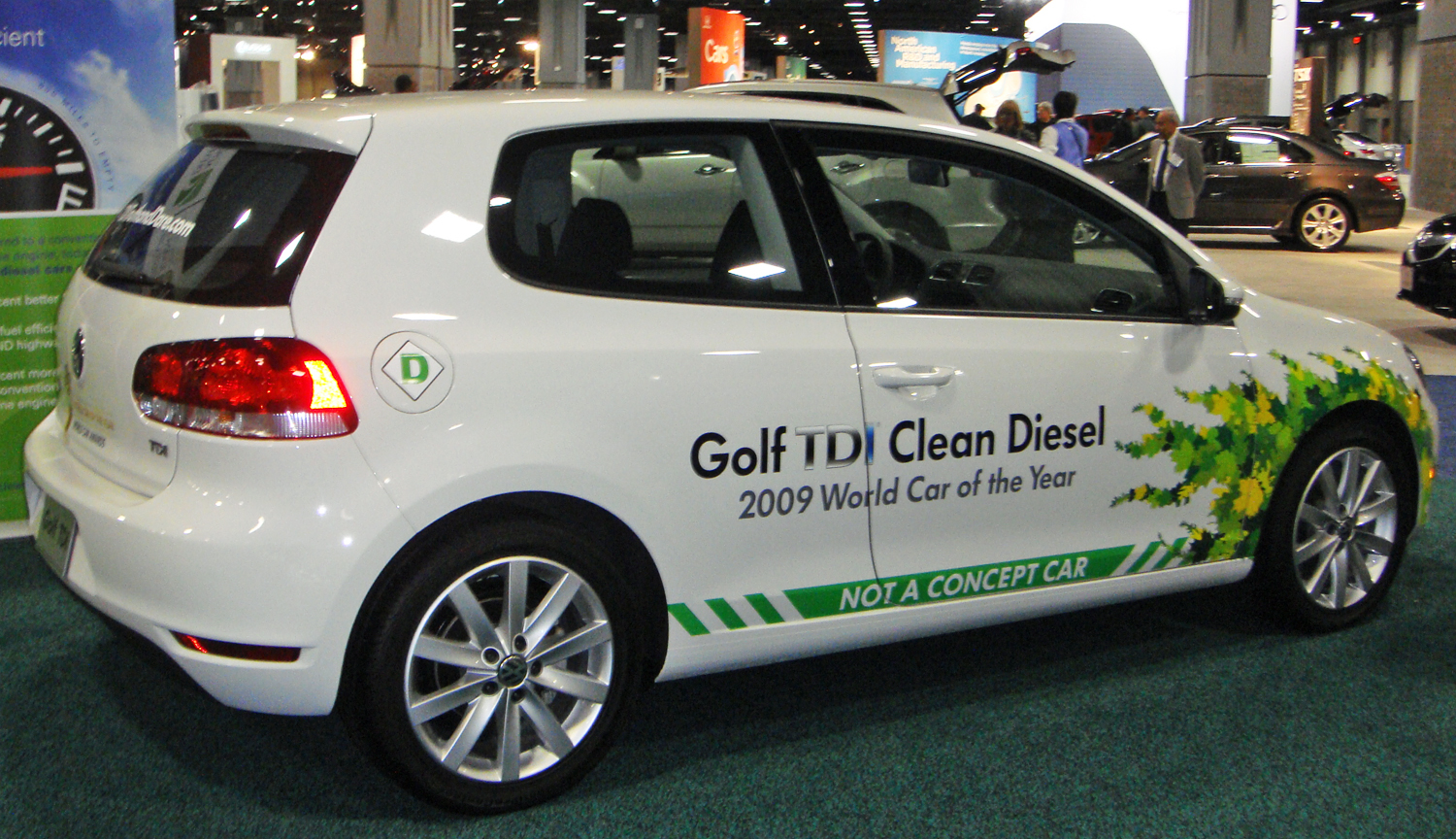
2010년 VW 골프 TDI는 배기가스 테스트를 속이도록 프로그래밍되었으며, 미국 오토쇼에서 "클린 디젤"이라고 표시되어 있다.

2015년 후반, EPA는 폭스바겐 그룹의 수백만 대 터보차저 직접 분사 (TDI) 디젤 엔진에 사용된 소프트웨어에 실험실 배출 테스트 중 오해의 소지가 있는 결과를 생성하도록 의도된 기능이 포함되어 있음을 발견했다.
2015년 10월 10일, 컨슈머 리포트는 2015년 제타 TDI와 2011년 제타 스포츠왜건 TDI를 특별 배출가스 테스트 또는 치트 모드라고 추정되는 상태로 테스트했다. 2011년 제타의 0 to 60 mph (0 to 97 km/h) 가속 시간은 9.9초에서 10.5초로 증가했으며, 2015년 차량의 시간은 9.1초에서 9.2초로 증가했다. 2011년 차량의 연비는 50 to 46 mpg-US (4.7 to 5.1 L/100 km; 60 to 55 mpg-imp)로 감소했고, 2015년 차량의 연비는 53 to 50 mpg-US (4.4 to 4.7 L/100 km; 64 to 60 mpg-imp)로 감소했다. 컨슈머 리포트의 자동차 테스트 담당 이사는 추가 연료 비용이 "극적이지는 않겠지만, 이 차량들이 더 이상 많은 매우 효율적인 경쟁자들 사이에서 두드러지지 않을 수 있다"고 말했다. 잡지가 주행 중 치트 모드를 작동시키는 데 사용한 방법은 ECU 작동에 대한 가정을 필요로 했다. 전자 제어 주행 안정 장치를 비활성화하는 것이 다이나모미터에서 차량을 구동하는 데 필요한 단계이기 때문에, 잡지는 이것이 차량을 치트 모드로 전환할 것이라고 가정했다. 주행 중 전자 제어 주행 안정 장치가 다시 활성화되는 것을 방지하기 위해, 그들은 차량의 후방 휠 속도 센서를 분리하여 차량이 도로에서 주행 중임에도 불구하고 고정된 테스트 장치에 있는 동안 ECU가 받는 입력을 시뮬레이션했다. EPA는 전방 및 후방 휠 속도 외에도 스티어링 휠 움직임, 기압 및 엔진 작동 시간도 치트 모드를 트리거하는 요인이라고 밝혔다.
피아트 크라이슬러는 미국에서 판매되는 2014년부터 2016년 모델 램 1500 및 지프 그랜드 체로키 차량 10만 대 이상에 대해 에코디젤 엔진에 디피트 디바이스를 장착한 혐의로 미국 환경보호청(EPA)과 캘리포니아 대기자원위원회(California Air Resources Board)로부터 기소되었다.

## 내용주
1. 1 2  미국 연방 규정집:
  - 40 CFR 1033.115
  - 40 CFR 86.004-2
  - 42 U.S.C. § 7522(a_3_B)
2. 1 2  유럽 배출가스 기준:
  - FAQ – Air pollutant emissions standards 보관됨 2015-10-13 - 웨이백 머신 European Commission, 25 September 2015. Quote: Article 5 (2) of Euro 6 Regulation 715/2007/EC prohibits the use of defeat devices. Article 3(10) defines defeat device as any element of design which senses temperature, vehicle speed, engine speed (RPM), transmission gear, manifold vacuum or any other parameter for the purpose of activating, modulating, delaying or deactivating the operation of any part of the emission control system, that reduces the effectiveness of the emission control system under conditions which may reasonably be expected to be encountered in normal vehicle operation and use.
  - REGULATION (EC) No 715/2007 OF THE EUROPEAN PARLIAMENT AND OF THE COUNCIL 보관됨 2017-01-19 - 웨이백 머신 of 20 June 2007. Articles 3, 5, 13 on pages 5-9
3. 1 2  United States Environmental Protection Agency (2015년 7월 8일), 《Air Enforcement》, 2015년 9월 19일에 원본 문서에서 보존된 문서, 2015년 9월 27일에 확인함
4. 1 2  Carrington, Damian (2025년 5월 28일). “Dieselgate pollution killed 16,000 people in UK, study estimates”. 《The Guardian》.
5. ↑  “Auto makers and EPA split victories on '73 vehicles”, 《Chronicle-Telegram》 ( - Newspaperarchive 경유 (구독 필요)), 1973년 1월 22일
6. 1 2  United Press International (1973년 1월 23일), “Defeat Devices Must Go”, 《The News Herald (Panama City)》 ( - Newspaperarchive 경유 (구독 필요))
7. 1 2  “VW emissions 'defeat device' isn't the first”, 《오토위크》, 2015년 9월 24일, 2015년 9월 26일에 원본 문서에서 보존된 문서, 2015년 9월 26일에 확인함
8. 1 2 3  Myers, Laura (1995년 12월 1일), “Cadillacs Recalled To Remove Illegal Device”, 《버펄로 뉴스》 (Buffalo, New York), Associated Press, 2015년 10월 15일에 원본 문서에서 보존된 문서  – HighBeam 경유
9. 1 2  Alexander, David E. (August 1998), 《Clean Air Act Prohibits "Defeat Devices" in Vehicles, Engines; Honda to Spend $267 Mil, Ford $7.8 Mil. to Settle Charges》 (PDF), 미국 환경보호청, 2020년 4월 14일에 원본 문서 (어도비 PDF)에서 보존된 문서, 2015년 9월 28일에 확인함
10. ↑  United States Environmental Protection Agency (1998년 10월 22일), 《Mack Trucks Diesel Engine Settlement》, 2015년 10월 2일에 원본 문서에서 보존된 문서, 2015년 9월 27일에 확인함
11. 1 2  Plungis, Jeff; 블룸버그 뉴스 (2015년 9월 27일), “Carmakers cheating on emissions almost as old as pollution tests”, 《데일리 헤럴드》, 2015년 9월 28일에 원본 문서에서 보존된 문서, 2015년 9월 28일에 확인함
12. ↑  Pfeiffer, Michael (2015년 12월 4일). “'Motorrad'- Chefredakteur verteidigt Bericht zu BMW-Software: Defeat Gate auch bei Funduro-Maschine?” ['Motorrad'- chief editor defends report about BMW software: Defeat-gate for Funduro-bike, too?] (독일어). 2020년 9월 26일에 원본 문서에서 보존된 문서.
13. ↑  Schwarz, Waldemar. “Technik: Abgasreinigung – MOTORRAD 14/2000”. 2015년 12월 29일에 원본 문서에서 보존된 문서. 2015년 12월 29일에 확인함.
14. ↑  Burt, Matt (2015년 9월 23일). “VW emissions scandal: how Volkswagen's 'defeat device' works”. 2015년 9월 28일에 확인함.
15. 1 2 3  Fisher, Jake (2015년 10월 9일), “Consumer Reports Tests VW Diesel Fuel Economy, Performance in 'Cheat' Mode; Tests reveal different results when the 'cheat' settings are used in the real world”, 《컨슈머 리포트》, 2019년 4월 14일에 원본 문서에서 보존된 문서, 2021년 3월 9일에 확인함
16. ↑  Brooks, Phillip A. (2015년 9월 18일). “VW Notice of Violation, Clean Air Act (September 18, 2015)” (PDF). US Environmental Protection Agency. 2015년 9월 19일에 원본 문서 (PDF)에서 보존된 문서. 2015년 9월 20일에 확인함.
17. ↑  “In Civil Settlements with the United States and California, Fiat Chrysler will Resolve Allegations of Cheating on Federal and State Vehicle Emission Tests” (영어). U.S. Department of Justice. 2019년 1월 10일. 2019년 4월 14일에 원본 문서에서 보존된 문서. 2019년 3월 14일에 확인함.